# L'Agneau mystique

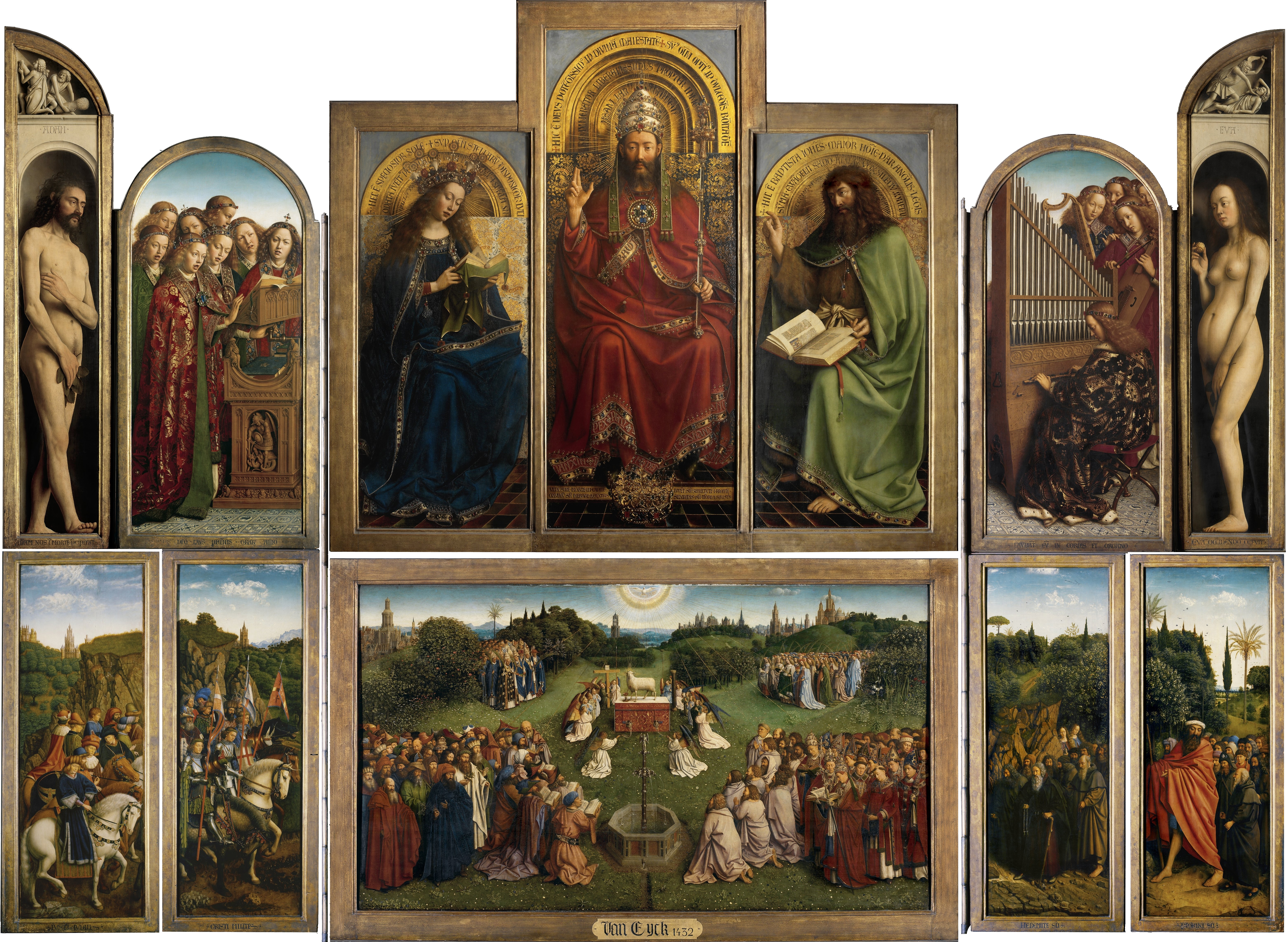
Vue du retable ouvert (5,2 × 3,4 m).

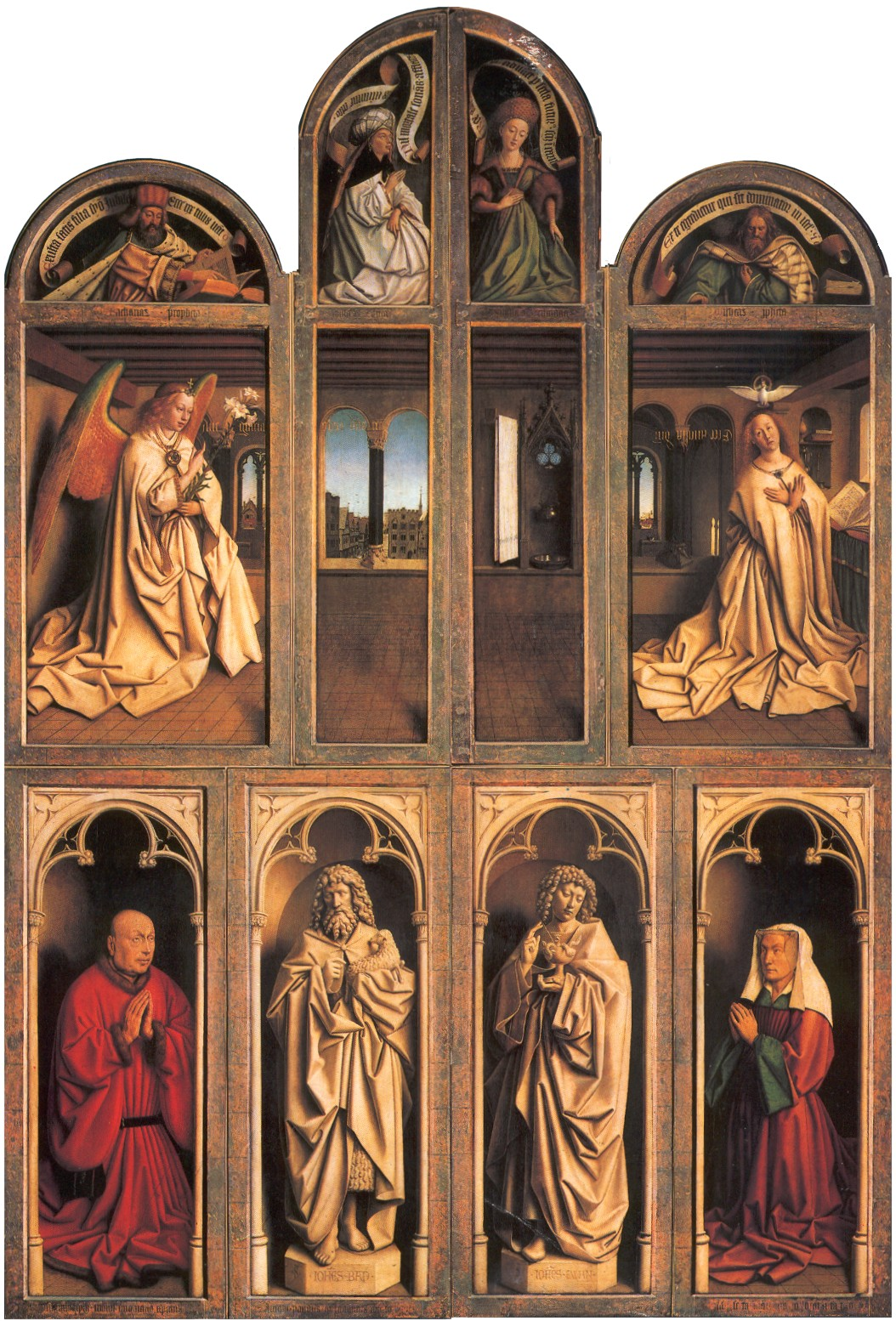
Vue du retable fermé.

L’Adoration de l'Agneau mystique ou Autel de Gand (en néerlandais : Het Lam Gods, littéralement L'Agneau de Dieu), achevé en 1432, est un polyptyque peint sur bois, un chef-d'œuvre de la peinture des primitifs flamands,.
Depuis 1986, il est présenté dans l'ancien baptistère de la cathédrale Saint-Bavon de Gand, transformé en chambre forte, à la suite de vols répétés.
Commandé par Joost Vijdt, riche marguillier de l’église Saint-Jean (devenue depuis la cathédrale Saint-Bavon), pour la chapelle privée de sa femme, le polyptyque est commencé par Hubert van Eyck et terminé par Jan van Eyck après la mort de son frère en 1426. Il est placé le 6 mai 1432 sur l’autel de la chapelle du commanditaire, dans l’église Saint-Jean. Par la suite, il est déplacé, pour des raisons de sécurité, dans la chapelle principale de la cathédrale.
Le retable représente une « nouvelle conception de l'art », dans laquelle l'idéalisation de la tradition médiévale cède la place à une observation rigoureuse de la nature et une reproduction fort habile des effets d'optique.
Le retable est composé au total de vingt-quatre panneaux encadrés qui offrent au spectateur deux scènes différentes, selon sa position ouverte ou fermée, obtenue en repliant vers l'intérieur les panneaux situés à ses extrémités. Le registre supérieur de l'intérieur du retable représente, en rouge, le Christ-Roi ou Dieu le père trônant entre la Vierge Marie et saint Jean-Baptiste. À droite et à gauche de ces trois personnages, des anges chantant et jouant de la musique et, sur les panneaux extérieurs, Adam et Ève. Le registre inférieur du panneau central représente l'adoration de l'Agneau de Dieu par plusieurs groupes de personnes absorbées dans le culte et la prière et éclairées par une colombe représentant le Saint-Esprit. 
Les jours de semaine, les panneaux étaient repliés, montrant l'Annonciation à Marie et le portrait des donateurs, Joost Vijdt et sa femme Lysbette Borluut (nl). Les dimanches, les vigiles de fête et jours de fêtes, le retable était ouvert et dévoilait ses panneaux intérieurs.
Une inscription sur le cadre d'origine indiquait que Hubert van Eyck maior quo nemo repertus (meilleur que quiconque) avait débuté la peinture du retable, mais que Jan van Eyck — qui se qualifie lui-même de arte secundus (deuxième meilleur dans l'art) — l'avait achevée en 1432, cette date étant contenue dans le dernier vers, « VersV seXta MaI Vos CoLLoCat aCta tVerI », au moyen d'un chronogramme. Le cadre d'origine, richement orné et sculpté sans doute en harmonie avec les entrelacs de la peinture, est détruit pendant la Furie iconoclaste en 1566 ; il est possible que le cadre d'origine ait compris des mécanismes d'horlogerie pour déplacer les volets et même jouer de la musique.
Le panneau inférieur gauche d'origine, connu sous le nom Les Juges intègres, est volé en 1934. Ce panneau n'a jamais été retrouvé et a été remplacé par une copie faite en 1945 par Jef Vanderveken. Le panneau volé figure en bonne place dans le roman d'Albert Camus, La Chute. En 2010, le journaliste d'investigation néerlandais Karl Hammer (en) publie De grootste kunstroof uit de geschiedenis : het geheim van de verdwenen rechters (Le Secret du panneau sacré) dans lequel il décrit méticuleusement l'implication de plusieurs groupes religieux[Lesquels ?], du Vatican et des services de renseignement britanniques, et leurs tentatives de récupérer le panneau disparu.
Le polyptyque, sans compter les cadres, mesure 3,75 × 2,60 m en position fermée, 3,75 × 5,20 m ouvert et est constitué de dix panneaux de bois de chêne.

## Panneaux supérieurs intérieurs

### Les trois personnages centraux
Les trois panneaux supérieurs, au centre du retable, représentent un personnage trônant de face entre la Vierge Marie à sa droite et saint Jean-Baptiste à sa gauche. L'identité de ce personnage vêtu de rouge n'est pas clairement établie et a donné lieu à de nombreux débats. Selon plusieurs historiens de l'art, il s'agit du Christ en majesté, représenté sous les habits d'un grand prêtre, de Dieu le père, ou la Sainte-Trinité représentée par une seule et même personne (le fait que le personnage porte une triple tiare pourrait, selon certains, conférer une certaine crédibilité à cette théorie).

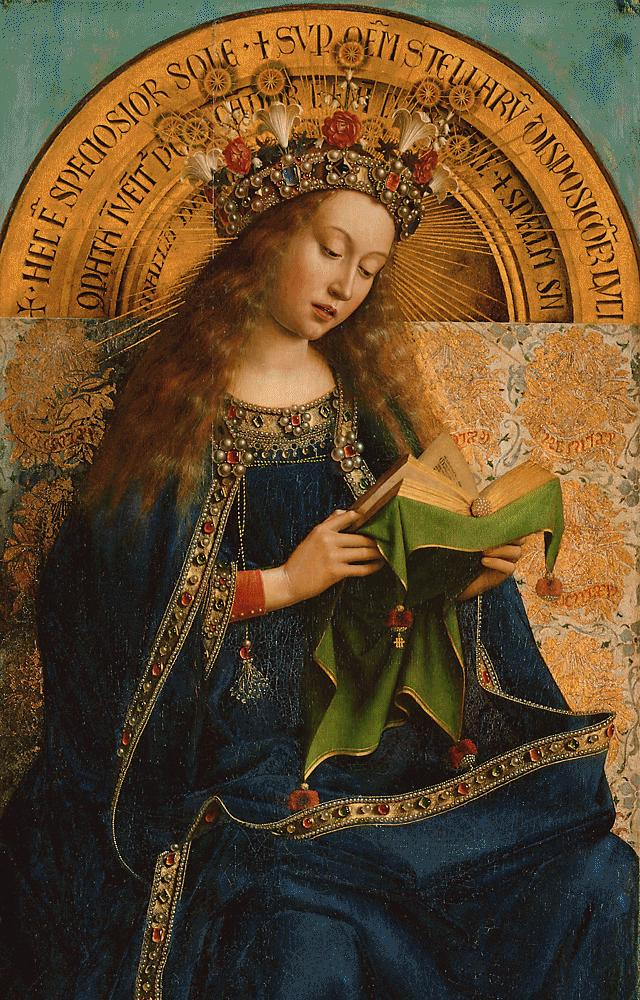
La Vierge Marie.
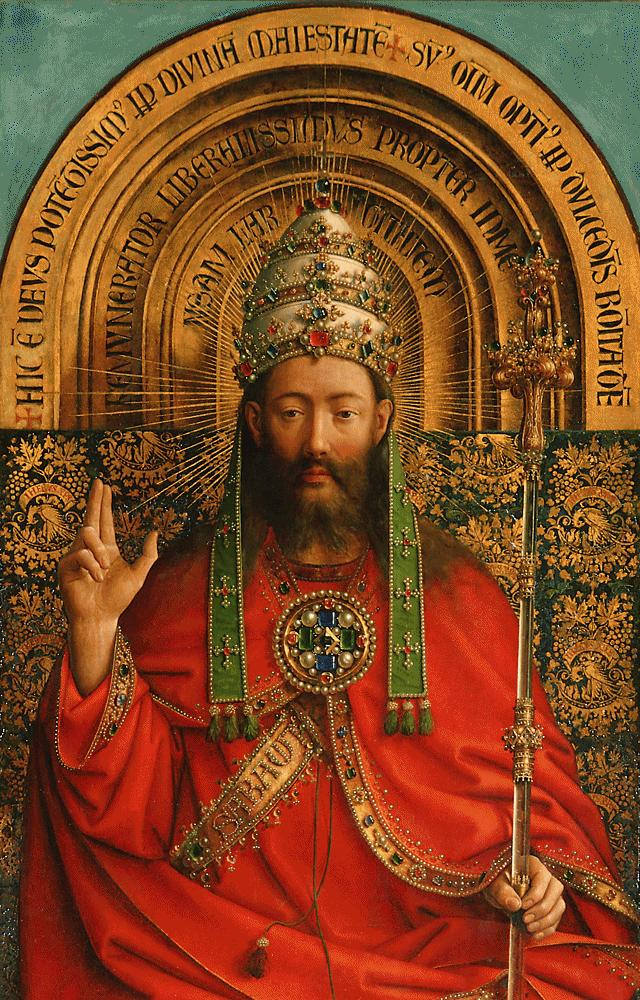
Jésus-Christ en pontife suprême.
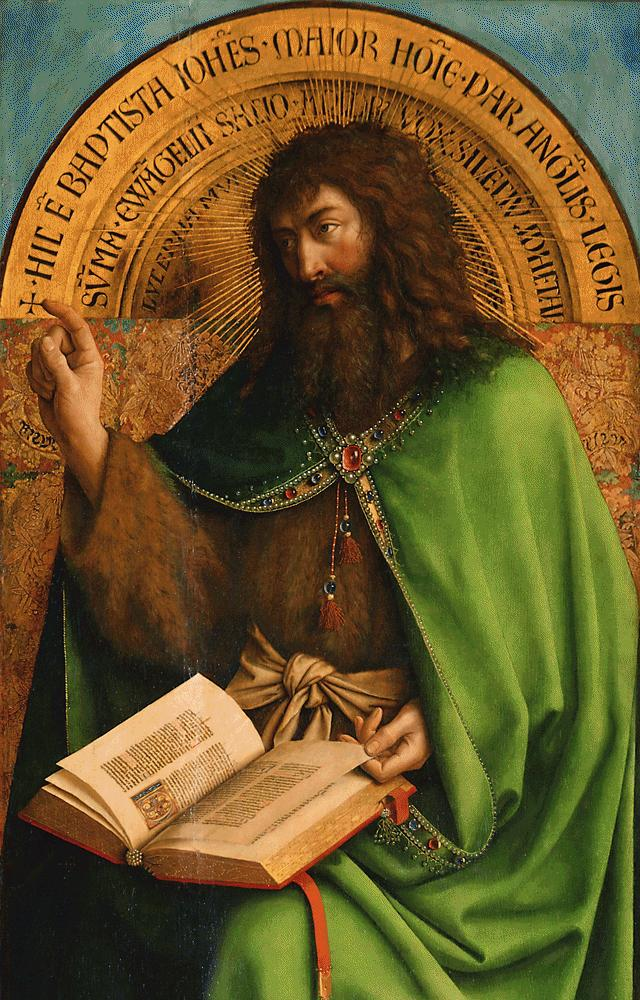
Jean le Baptiste.

### Anges chanteurs et anges musiciens

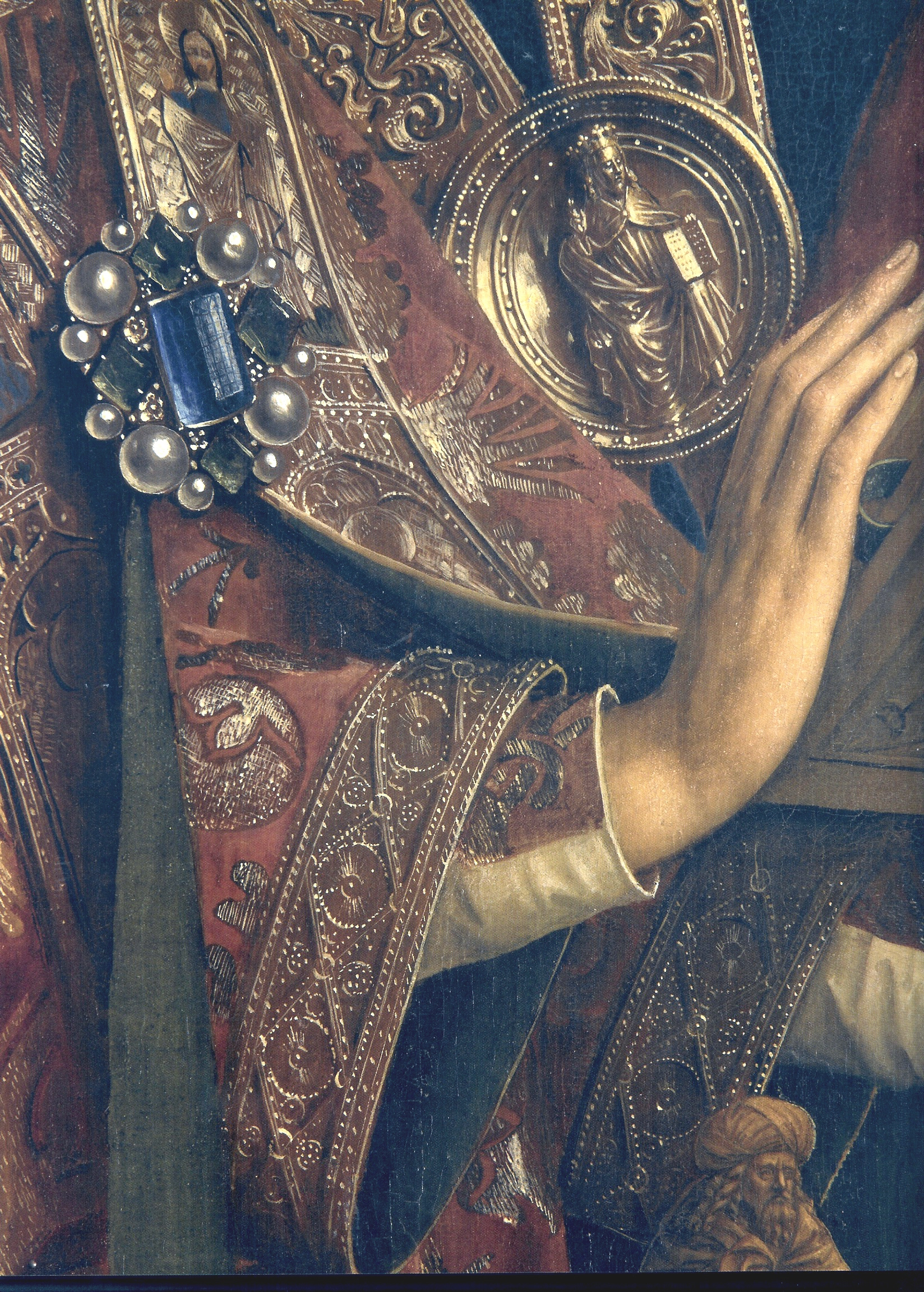
Anges - détail.

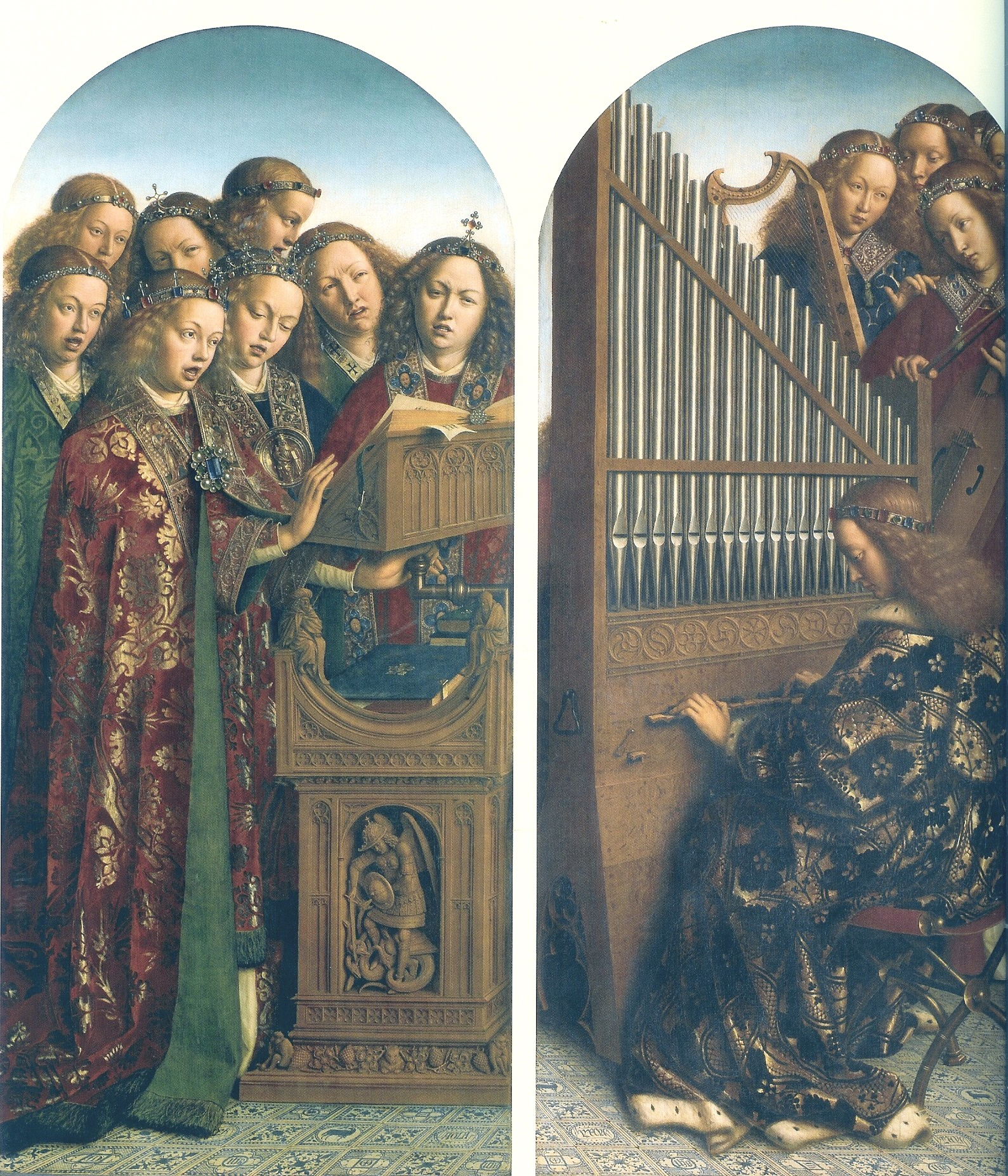
Anges chanteurs (gauche)
Anges musiciens (droite)

Entourant les trois figures centrales, des anges sont donc représentés, les uns jouant de la musique et les autres chantant. Les vêtements, les instruments et le sol sont peints avec un souci du détail remarquable. Les hymnaires de l'époque fournissent des instructions sur la façon de représenter graphiquement chaque note, ce qui a permis au historiens de l'art — après une étude minutieuse du tableau — d'identifier les notes chantées par chaque ange d'après leurs expressions faciales. De même, l'orgue, devant lequel est assise sainte Cécile, a été peint avec un tel degré de détails que des musicologues ont été capables de recréer une copie conforme de l'instrument, il en est de même pour la harpe représentée derrière l'orgue.

### Adam et Ève, Abel et Caïn
Les panneaux supérieurs latéraux représentent Adam et Ève (à gauche et à droite respectivement), chacun d'eux tournés en direction des trois personnages centraux. Ils se couvrent de feuilles de vigne, et Ève tient dans sa main un fruit qui n'est pas la pomme traditionnelle, mais bien un etrog (en hébreu : אתרוג), un petit agrume également connu sous le nom de pomme d'Adam. Adam semble vouloir sortir du cadre, donnant au tableau un aspect tridimensionnel.
Au-dessus d'eux, on peut observer deux scènes en grisaille, la première représente Abel sacrifiant à Dieu le premier agneau de son troupeau et Caïn en agriculteur présentant au Seigneur, une partie de ses récoltes (au-dessus d'Adam) ; la seconde représente l'assassinat d'Abel par son frère Caïn avec une mâchoire d'âne parce que, selon la Bible, Caïn était jaloux que le Seigneur ait regardé l'offrande d'Abel avec faveur et qu'il ait rejeté la sienne. Van Eyck peint ces personnages tels des statues, donnant ainsi de la profondeur à l'image.
Au XIXe siècle, les représentations d'Adam et Ève nus étaient considérées comme inacceptables à l'intérieur d'une église et les panneaux ont été remplacés par des reproductions vêtues, qui sont encore aujourd'hui exposées dans la cathédrale en dehors de la chapelle Vijdt.

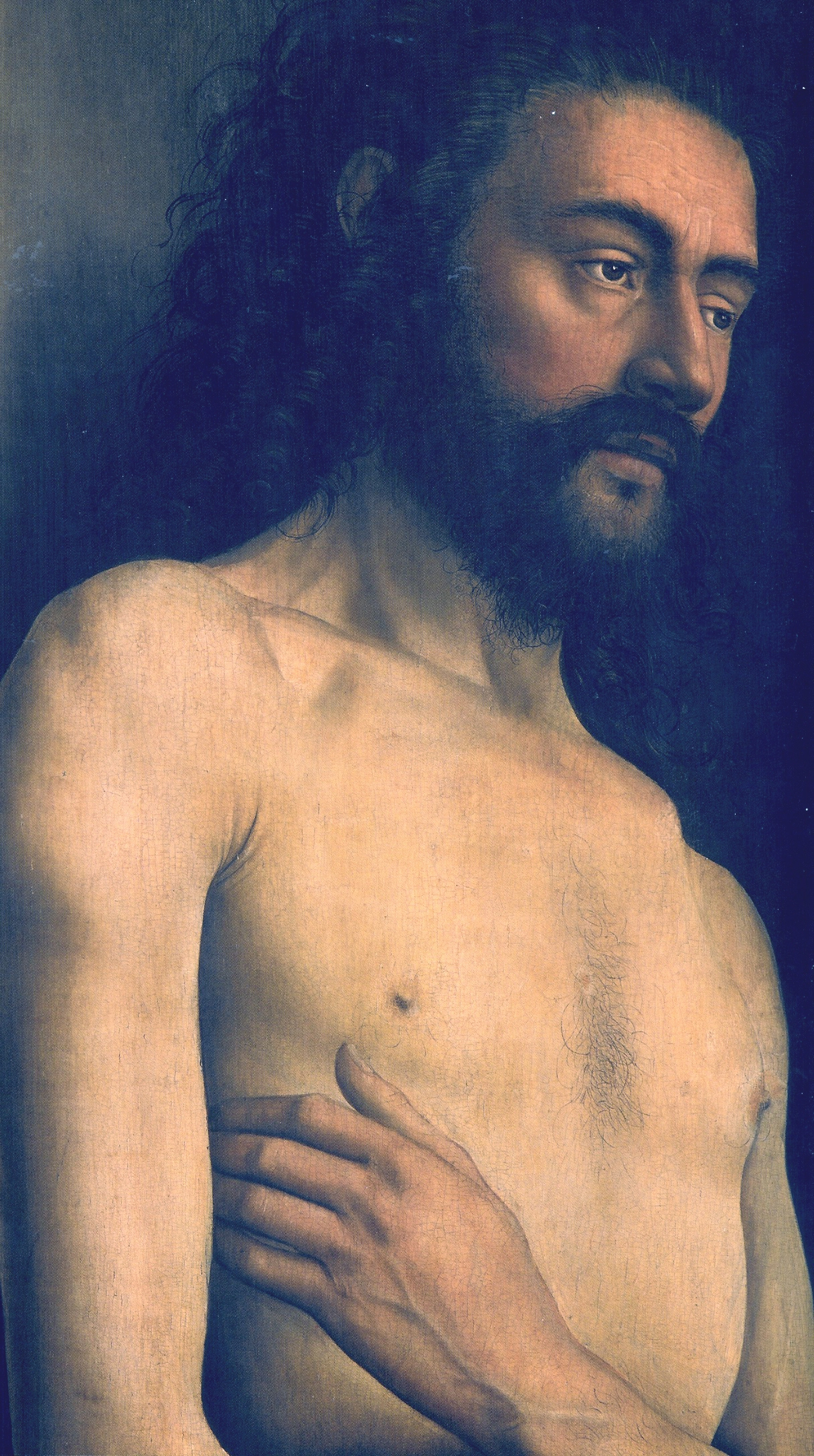
Adam.
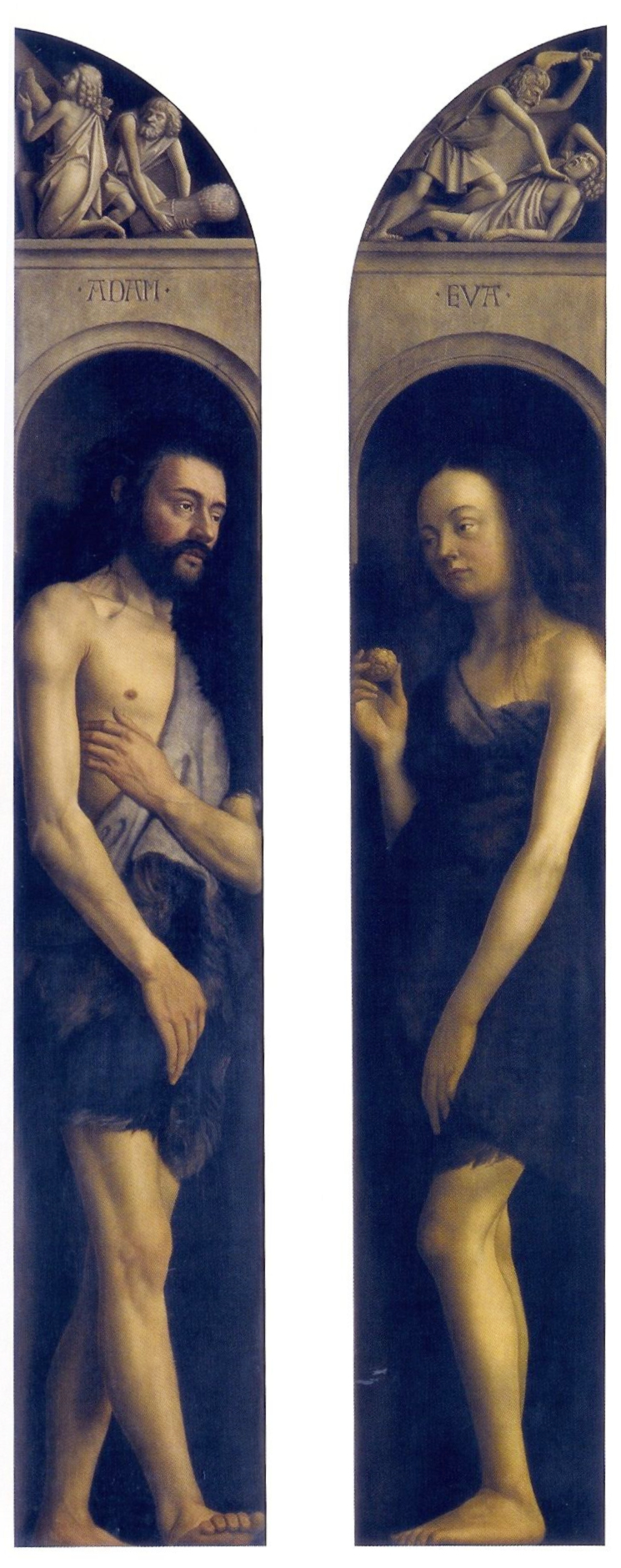
Représentation habillée d'Adam et Ève.
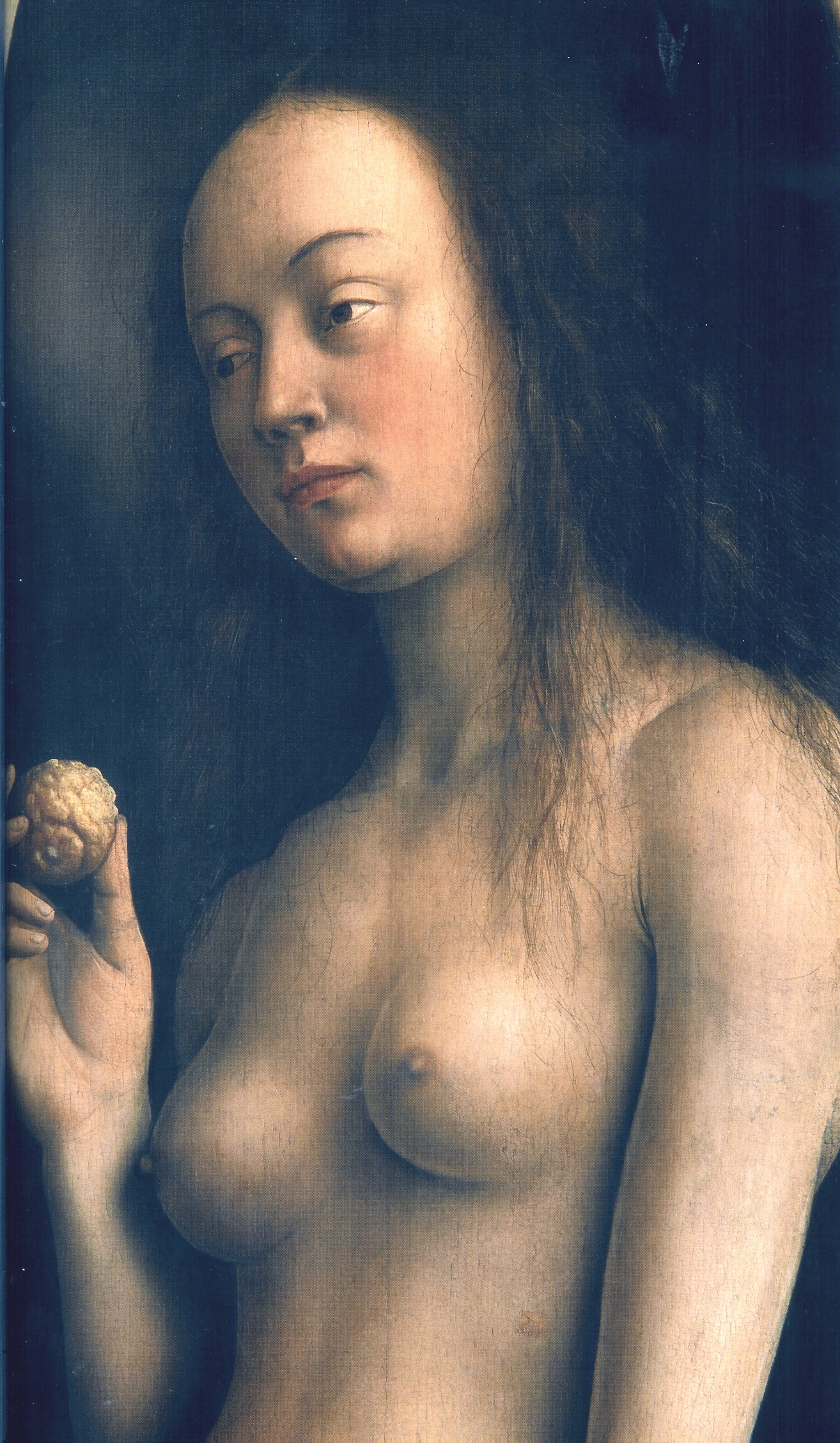
Ève.
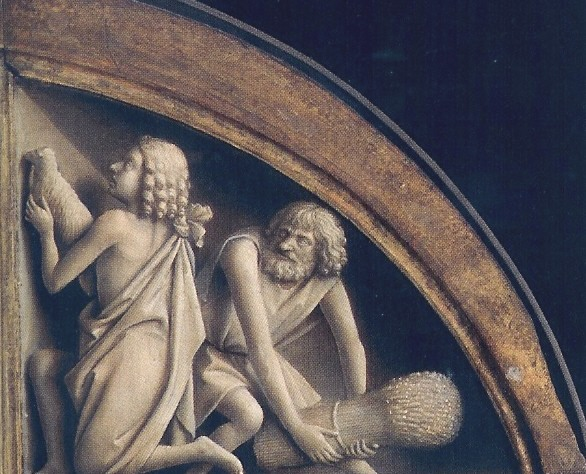
Sacrifices faits par Abel et Caïn.
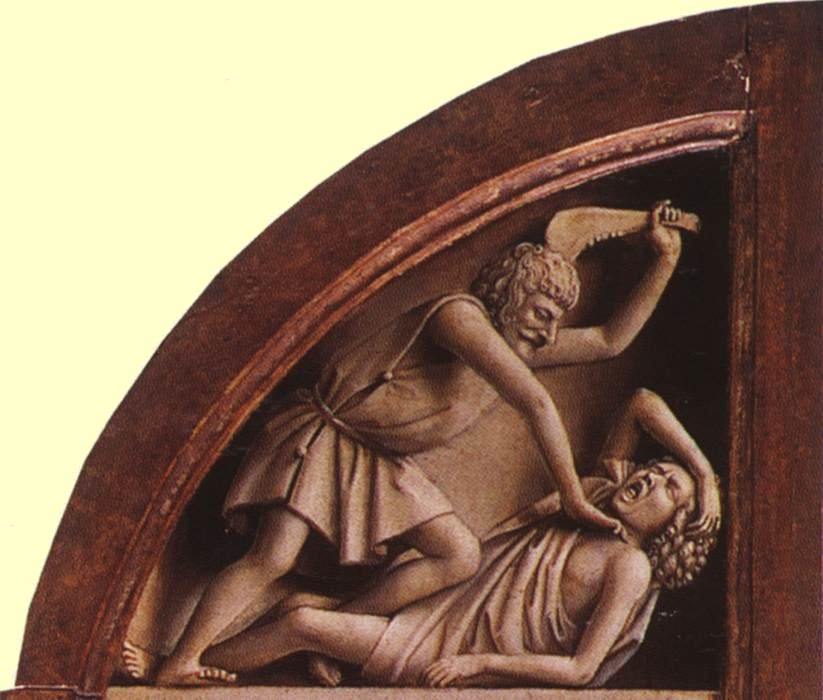
Meurtre d'Abel par Caïn.

## Panneaux inférieurs intérieurs

### Panneaux inférieurs centraux
Les panneaux inférieurs centraux montrent l'adoration de l'Agneau de Dieu, entouré de fidèles alignés les uns derrière les autres attendant de pouvoir adorer l'agneau. Dans le ciel, une colombe, représentant l'Esprit-Saint, illumine la scène. L'agneau est entouré de quatorze anges. Au premier plan, la fontaine de vie se déverse dans une petite rivière, son lit est recouvert de pierres précieuses.
Au premier plan, à gauche, on aperçoit un groupe de prophètes juifs agenouillés, tenant chacun une Bible. Derrière eux, des philosophes et écrivains païens, venus de partout dans le monde comme en témoignent les traits orientaux de certains d'entre eux, ainsi que les différents types de capes et de couvre-chefs qu'ils revêtent. Le personnage vêtu de blanc, avec une couronne tressée, est probablement Virgile, qui est considéré comme un « chrétien avant-la-lettre ». À droite, on distingue les douze apôtres et, derrière eux, plusieurs saints, avec les papes et autres hommes d’Église devant eux. Parmi eux, il est possible de reconnaître saint Étienne, portant les roches avec lesquelles il a été lapidé.
Dans le fond à gauche, on aperçoit les confesseurs de la foi, tous représentés portant les habits traditionnels du clergé ; et à droite, les femmes martyres. Hommes et femmes tiennent dans leurs mains une palme. Certaines de ces femmes sont reconnaissables par les attributs dont elles sont porteuses.
|  |  |  |

### Panneaux inférieurs latéraux
De part et d'autre du panneau central inférieur, d'autres groupes de personnes sont représentés. Les deux panneaux de gauche représentent, d'une part les « Juges intègres », d'autre part les « Chevaliers du Christ », ou « Soldats (au service) du Christ » (Christi Milites) (saints empereurs, rois, princes, généraux ...). Sur les deux panneaux correspondant de droite, la cohorte des saints fondateurs d'ordre religieux et des ermites et des saints ; on remarque parmi eux un « géant » par la taille, saint Christophe, martyr et saint patron des voyageurs.
Le panneau inférieur de l'extrême gauche, Les Juges intègres, volé en 1934 (jamais retrouvé, peut-être détruit, mais des recherches se poursuivent), a été remplacé par une copie par Jef Vanderveken en 1945. Un des restaurateurs du retable constata que le panneau semblait avoir le même âge que le reste des panneaux auxquels il était attaché. Fin 2010 le retable a subi un examen minutieux afin de déterminer si le panneau supposé manquant ne serait pas, en fait, l'original qu'on recherche. Toutefois, rien de formellement concluant n'a pu être déterminé jusqu'ici.
|  |  |  |  |

### Détails
Les frères Van Eyck portent une attention particulière autant à la beauté des choses terrestres qu'à l'importance des thèmes religieux. Les vêtements, les bijoux, la fontaine, la nature environnante, les églises et les paysages en arrière-plan, tout est peint avec une extraordinaire précision. Le paysage montre la richesse de la végétation, une végétation qui a la particularité de mélanger des espèces nord-européennes et méditerranéennes. Jan est particulièrement attentif à rendre les effets d'optique et le jeu de la lumière, notamment sur les perles et les reflets sur les cuirasses des soldats, attestant d'une profonde connaissance des travaux théoriques d'Alhazen.

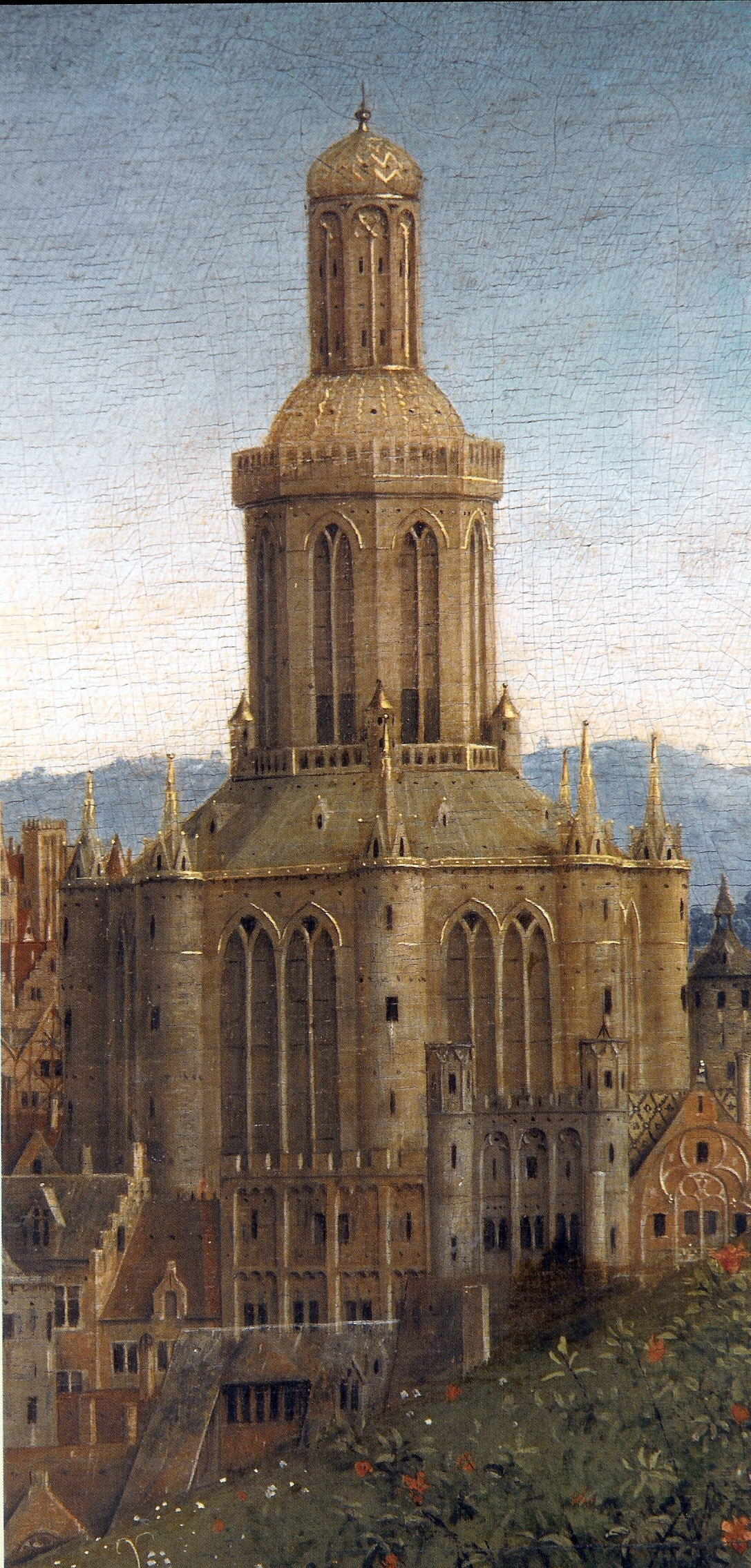
Une église dans le coin supérieur gauche du panneau central inférieur.
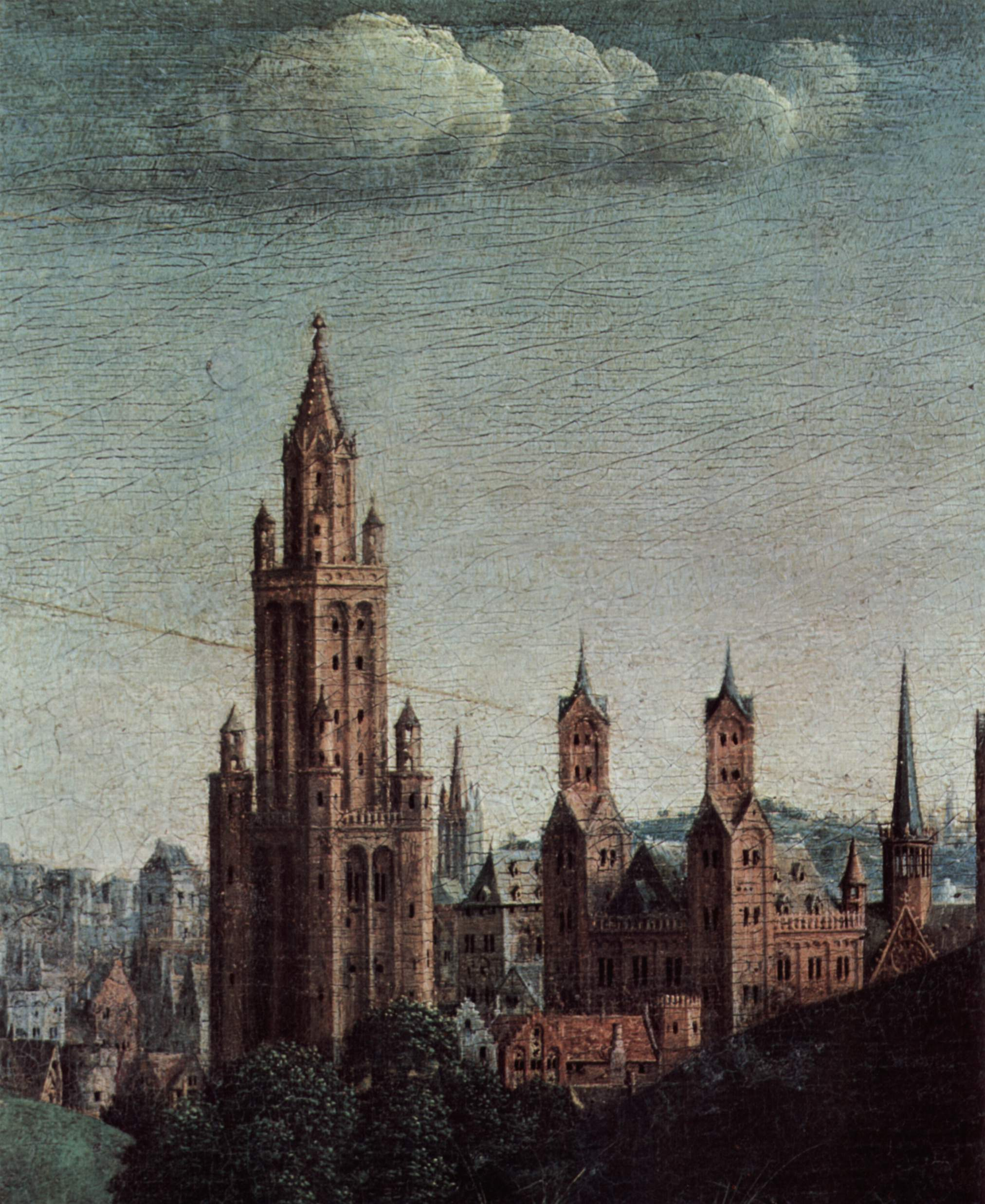
Des églises dans le coin supérieur droit du panneau central inférieur.
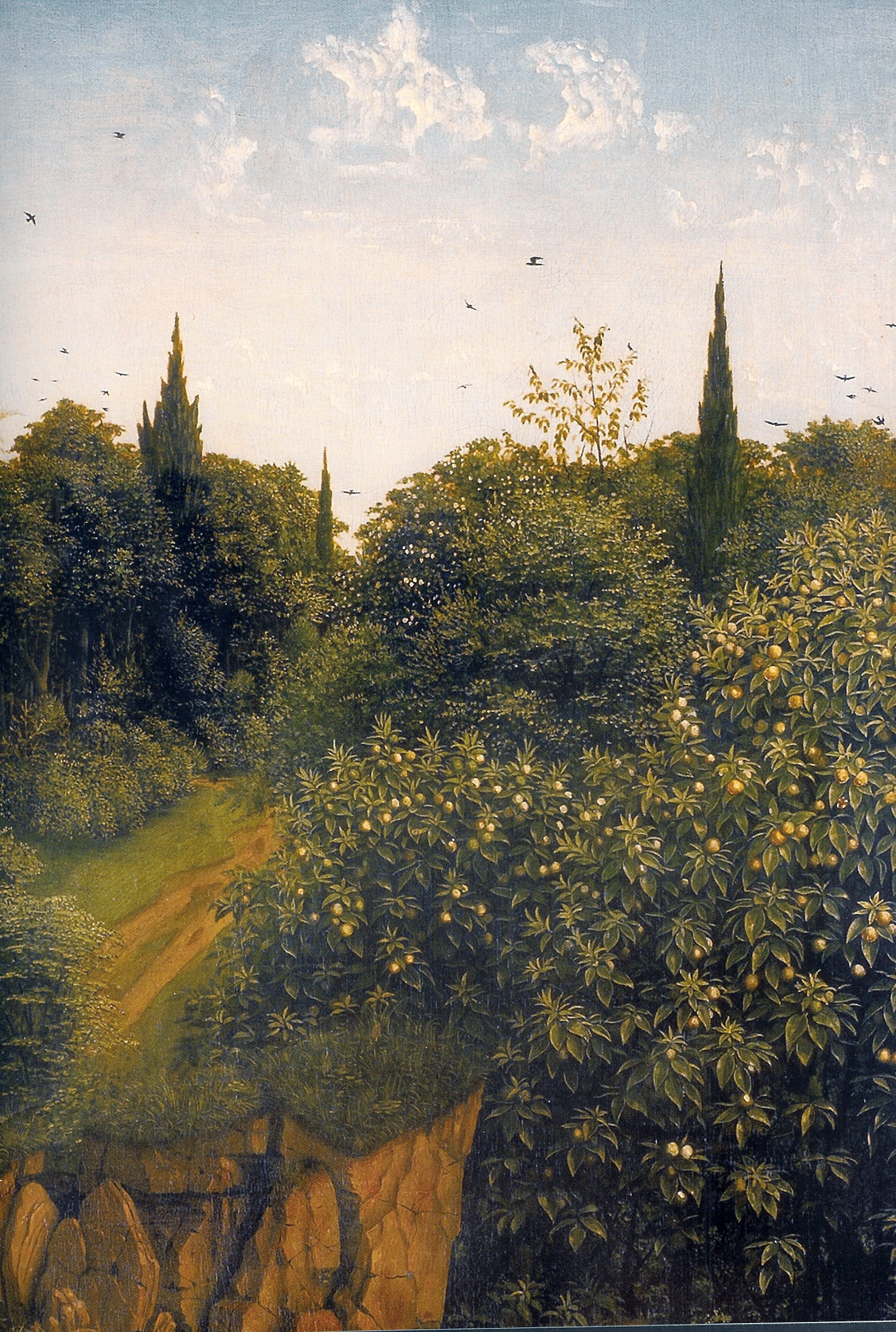
Horizon dans le panneau des Ermites.
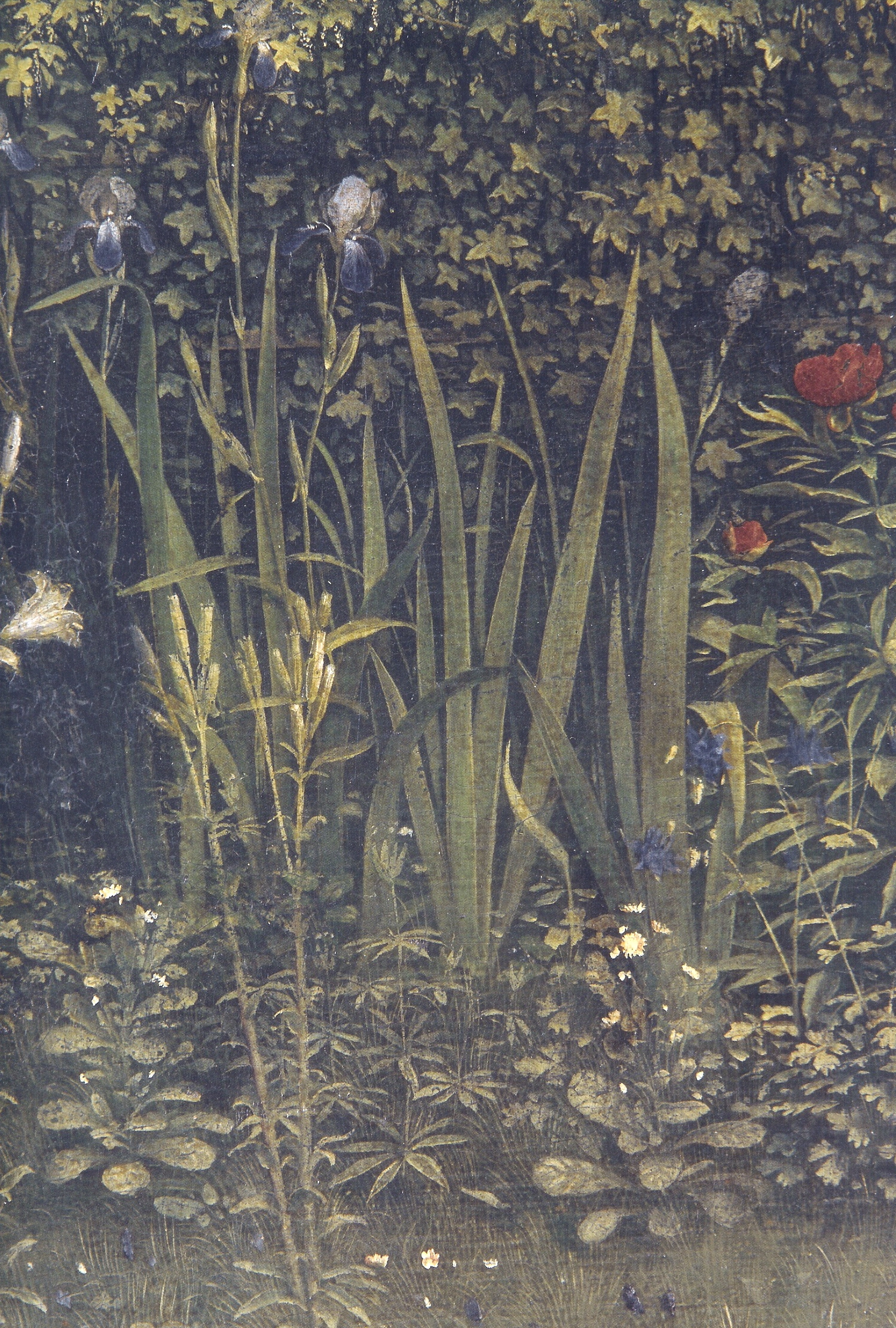
Des douzaines d'iris et d'autres fleurs identifiables sont représentées.

## Le retable fermé

### L’Annonciation
Le registre supérieur du retable en position fermée représente l'Annonciation à Marie sur quatre panneaux. À gauche, une représentation du message de l'archange Gabriel ; et à droite, la réponse apportée par la Vierge Marie, qui, comme dans une autre version de l’Annonciation de Van Eyck, est écrit à l'envers, afin de permettre à Dieu de la lire. Il y a eu des spéculations quant à savoir si la vue, depuis la fenêtre, était le point de vue qu'avait Van Eyck depuis son lieu de travail, à Gand, ce qui pourrait nous donner une idée de l'endroit où Van Eyck aurait vécu ou travaillé.

### Joos Vijdt et Elisabeth Borluut
Joost Vijdt était un riche marchand installé à Gand. Il était marié à Elisabeth Borluut (nl). Le couple qui n'a pas d'enfants essaye de laisser un héritage, en étant les donateurs de cette peinture monumentale.

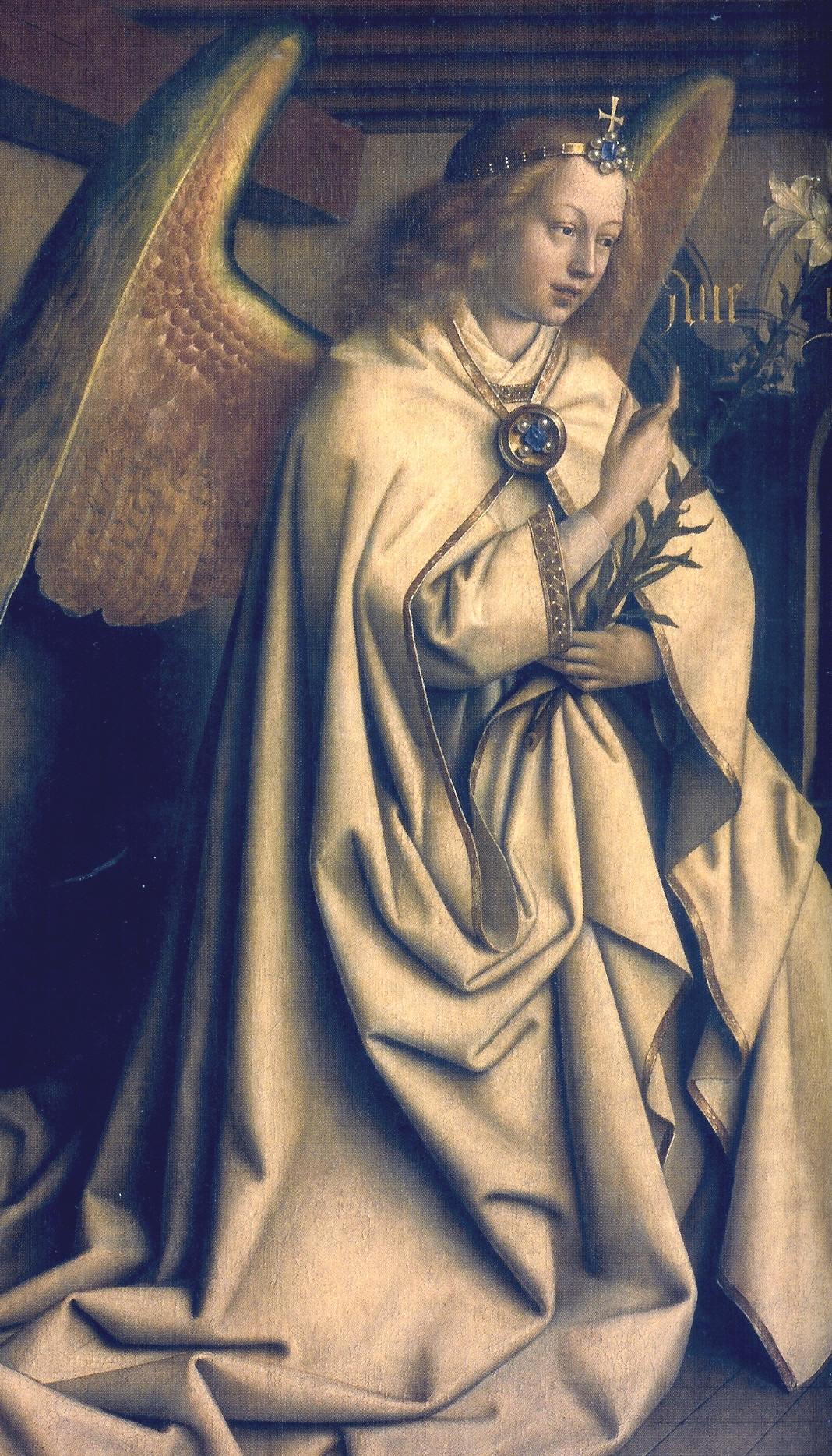
L'archange Gabriel.
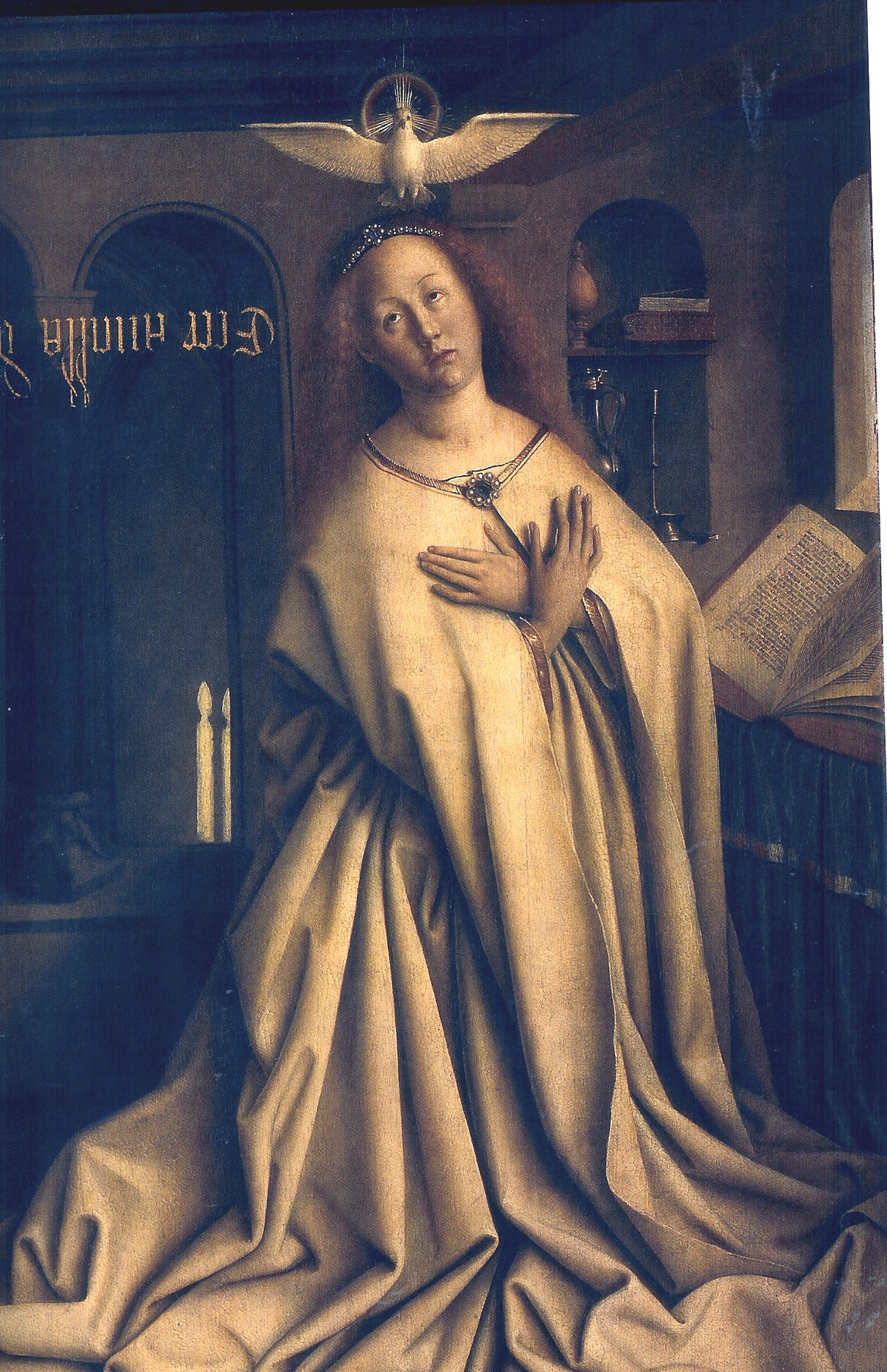
La Vierge Marie.
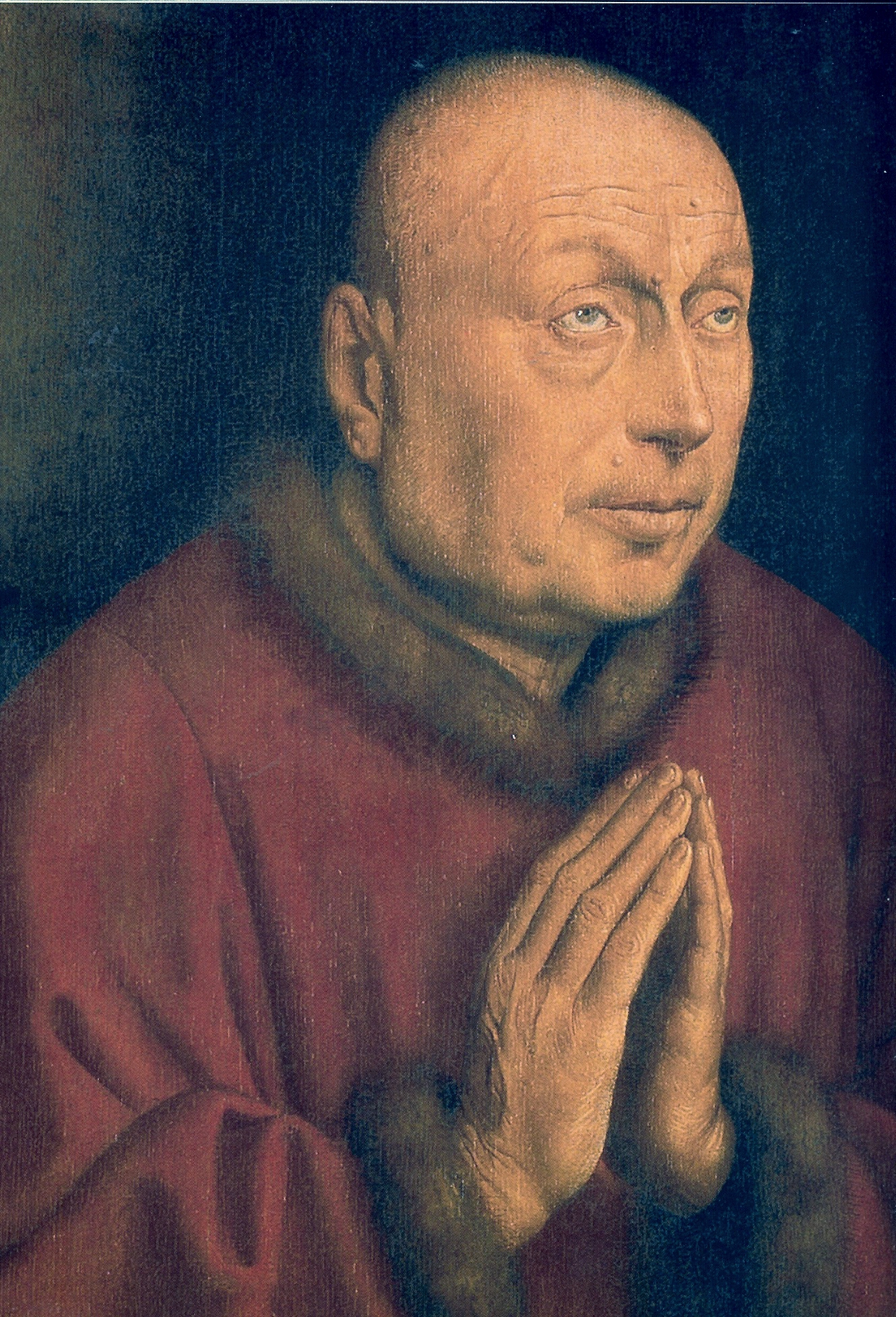
Joos Vijdt
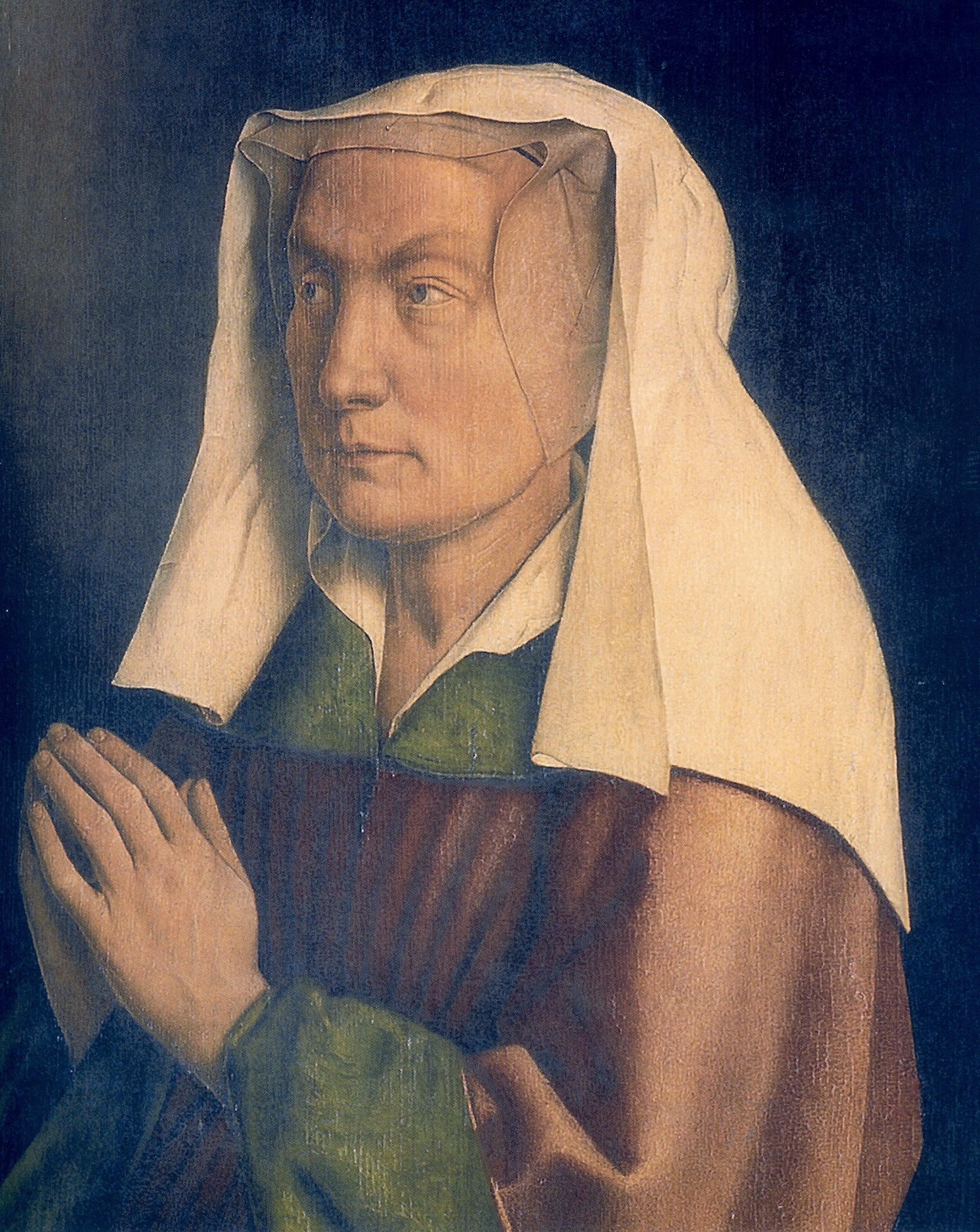
Elisabeth Borluut (nl)

### Autres panneaux
Entre les portraits des deux donateurs se trouvent saint Jean-Baptiste et saint Jean l’Évangéliste représentés sous la forme de statues sur des plinthes, peints en grisaille. Dans le registre supérieur, les prophètes bibliques Zacharie et Michée regardent depuis leurs lunettes l'accomplissement de leurs prophéties messianiques, qui figurent sur des banderoles flottant sous eux. Entre eux, se trouvent deux sibylles, dont les prophéties ont — selon la Tradition chrétienne — annoncé la venue du Christ.

## Analyse de l'œuvre

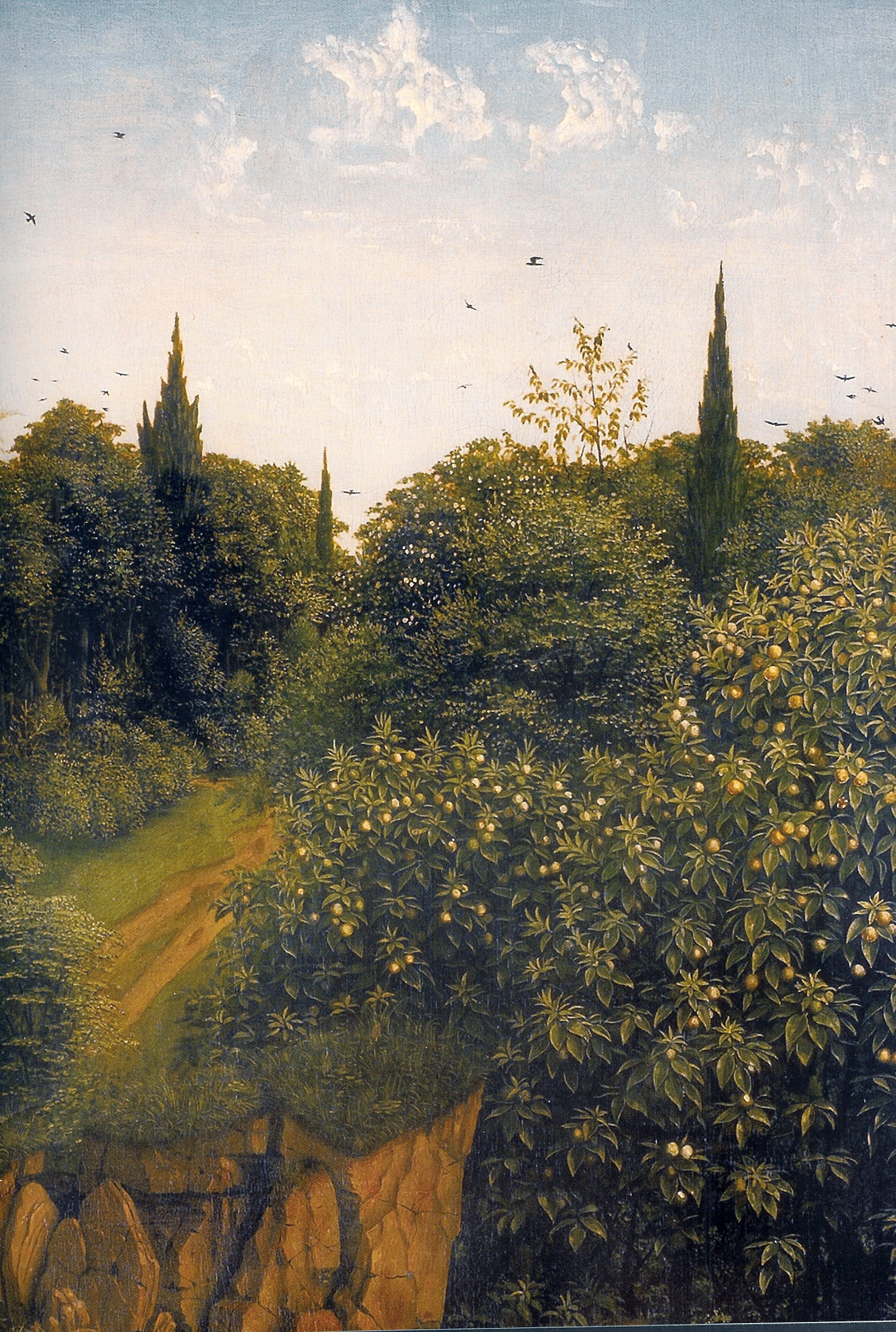
Détail des décors paysagers

L’épanouissement de la peinture flamande débute selon plusieurs historiens de l’art avec ce chef-d’œuvre.
Les érudits ont longuement cherché à interpréter cette œuvre. Ils y ont cherché en particulier l’interprétation des textes extraits du livre de l’Apocalypse, de la légende des saints, du Bréviaire Romain, de la littérature religieuse de l’époque.
Dans les panneaux de cette œuvre, on distingue les arbres des régions nordiques de ceux des pays méridionaux. L’admirateur de l’œuvre peut s'amuser à contempler de minuscules personnages qui se promènent sur une route serpentant à travers rochers et prairies, à identifier les essences de ces arbres composant ce décor à identifier le détail de leur feuillage, à examiner la minutieuse précision des édifices, des maisons, des cabanes.
Sur le volet des Juges Intègres, l'artiste donne de la consistance aux touffes du feuillage et indique leur place dans le paysage. C’est comme si le peintre nous donnait envie de palper du regard les objets, d'évaluer leur volume, de prendre conscience de leur poids, comme de leur apparence.

## Historique de la localisation des panneaux
En 1794, les panneaux centraux sont saisis par la France et envoyés à Paris où ils sont exposés au Louvre. Ils sont restitués à la chute de Napoléon et exposés à nouveau à Saint-Bavon, mais sans les volets. En 1816, six panneaux des volets sont laissés en gage par le diocèse de Gand pour l'équivalent de 240 £, et lorsque ce dernier est dans l'incapacité de les racheter, ils sont achetés au vicaire général Le Surre 3 000 florins le 19 décembre 1816 par le marchand d'art bruxellois Nieuwenhuys qui les revend au collectionneur anglais Edward Solly pour 4 000 £. Sans acheteur après un séjour de quelques mois à Londres, les panneaux ont ensuite été acquis par le roi de Prusse pour 16 000 £, une somme très importante à l'époque et  sont exposés pendant plusieurs décennies à la Gemäldegalerie, à Berlin.
La nudité des sujets des deux panneaux Adam et Ève ayant été jugée choquante, surtout dans une cathédrale, ceux-ci ont été vendus à l'État belge en 1861 et déposés aux Musées royaux des beaux-arts de Belgique à Bruxelles.
En 1917, pendant la Première Guerre mondiale, d'autres panneaux sont saisis par les Allemands dans la cathédrale de Gand. À la fin du conflit, dans le cadre des réparations de guerre imposées par le Traité de Versailles, l'Allemagne est contrainte de restituer les panneaux volés ainsi que les panneaux achetés, en toute légalité, par Frédéric-Guillaume III, afin de compenser les actes de destruction commis pendant la guerre. Le polyptyque est alors à nouveau reconstitué dans son intégralité, mais Adam et Ève restent la propriété de l'État belge.
En 1934, deux panneaux du retable furent volés par Arsène Goedertier, sacristain de l'église. L'un d'entre eux, saint Jean Baptiste, fut restitué par le voleur, mais il mourut avant de dire où se trouvait le second, « Les Juges intègres ». Il n'a jamais été retrouvé, mais est remplacé par une fidèle copie, réalisée par Jef Vanderveken d'après une copie de 1559 par Michiel Coxcie. C'est le premier panneau, en bas à gauche, lorsque le polyptyque est en position ouverte.
Les Allemands ressentaient amèrement la perte des panneaux et, lorsqu'un nouveau conflit se profile avec l'Allemagne en 1940, décision est prise en Belgique d'envoyer le retable au Vatican afin qu'il y soit conservé en lieu sûr. L’œuvre, en route pour le Vatican, était en France lorsque l'Italie déclare la guerre et se range avec les forces de l'Axe aux côtés de l'Allemagne. Le retable est transféré à Pau pour la durée de la guerre, les représentants militaires français, belges et allemands ayant signé un accord nécessitant le consentement des trois parties avant que le chef-d’œuvre ne puisse être déplacé. En 1942, Adolf Hitler ordonne que le retable soit saisi et amené en Allemagne pour être stocké dans un château en Bavière. Après le lancement de raids aériens par les Alliés, conserver le retable dans un château était devenu trop dangereux, et il est déplacé dans la mine de sel d'Altaussee en Autriche. Les autorités belges et françaises protestent contre la saisie du retable et le responsable du régiment chargé de la protection des œuvres d'art au sein de la Wehrmacht est renvoyé, après s'être prononcé contre cette saisie. À l'approche des troupes américaines, un haut responsable allemand donne l'ordre de faire sauter la mine, qui abritait aussi d'autres œuvres d'art. Huit bombes de 500 kg sont placées dans la mine, mais un désaccord au sein de l'état-major permet d'éviter le désastre.

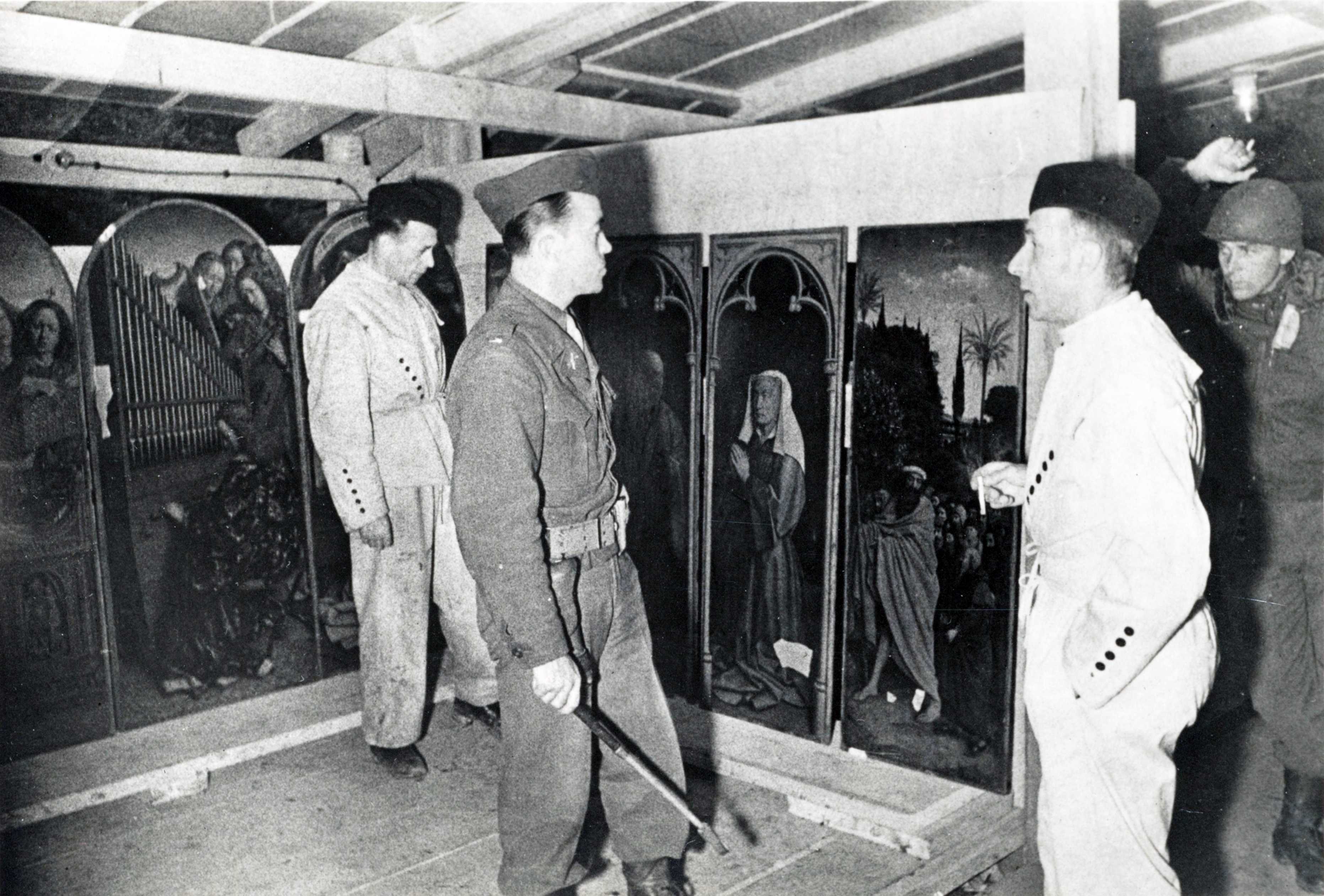
Quelques panneaux du retable lors de leur récupération dans la mine d'Altaussee en 1945.

Le retable est retrouvé par les « Monuments Men » américains dans la mine de sel d'Altaussee à la fin de la guerre et restitué à la Belgique au cours d'une cérémonie présidée par le prince Charles de Belgique, régent du royaume, au Palais royal de Bruxelles, lors de laquelle dix-sept panneaux sont présentés à la presse. Aucun officiel français n'est invité à la cérémonie, car des fonctionnaires du régime de Vichy avaient accepté le transfert du retable vers l'Allemagne.
Le panneau des Juges intègres n'a toujours pas été retrouvé mais la police de Gand continue de suivre de nouvelles pistes. En 2008 et 2019 notamment, des fouilles ont été effectuées qui n'ont rien révélé.
L'historien de l'art Noah Charney (en) décrit le retable comme étant « l'œuvre d'art la plus fréquemment volée dans l'histoire », ce dernier ayant été l'objet de treize vols en six siècles, en comptant six vols séparés. Il fait également valoir qu'il s'agit de la peinture la plus influente jamais réalisée.

### Restaurations
L'œuvre a subi plusieurs campagnes de restauration. Une première restauration avec des techniques modernes réalisée par l'IRPA en 1950 a mis en évidence des surpeints réalisés à diverses époques, notamment au XVIe siècle. Une autre restauration de beaucoup plus grande ampleur, entreprise en octobre 2012 et terminée en juillet 2020 a permis de retrouver le tableau original. L'équipe d'experts qui a spécialement travaillé sur la figure de l'agneau a utilisé une méthode d'imagerie spectroscopique combinant fluorescence aux rayons X et analyse moléculaire par infra-rouge. Le changement le plus spectaculaire est dans le regard de l'agneau : 

« Son regard n’a plus rien de celui d’un agneau. Le voilà désormais bien trop frontal, trop profond, trop humain pour n’appartenir qu’à un simple capriné, même lourd d’une charge symbolique. Ces yeux, ce sont ceux du Christ qui, après plus de quatre siècles cachés sous une épaisse couche de peinture à l'huile, peuvent à nouveau se plonger tout droit dans ceux du spectateur. »

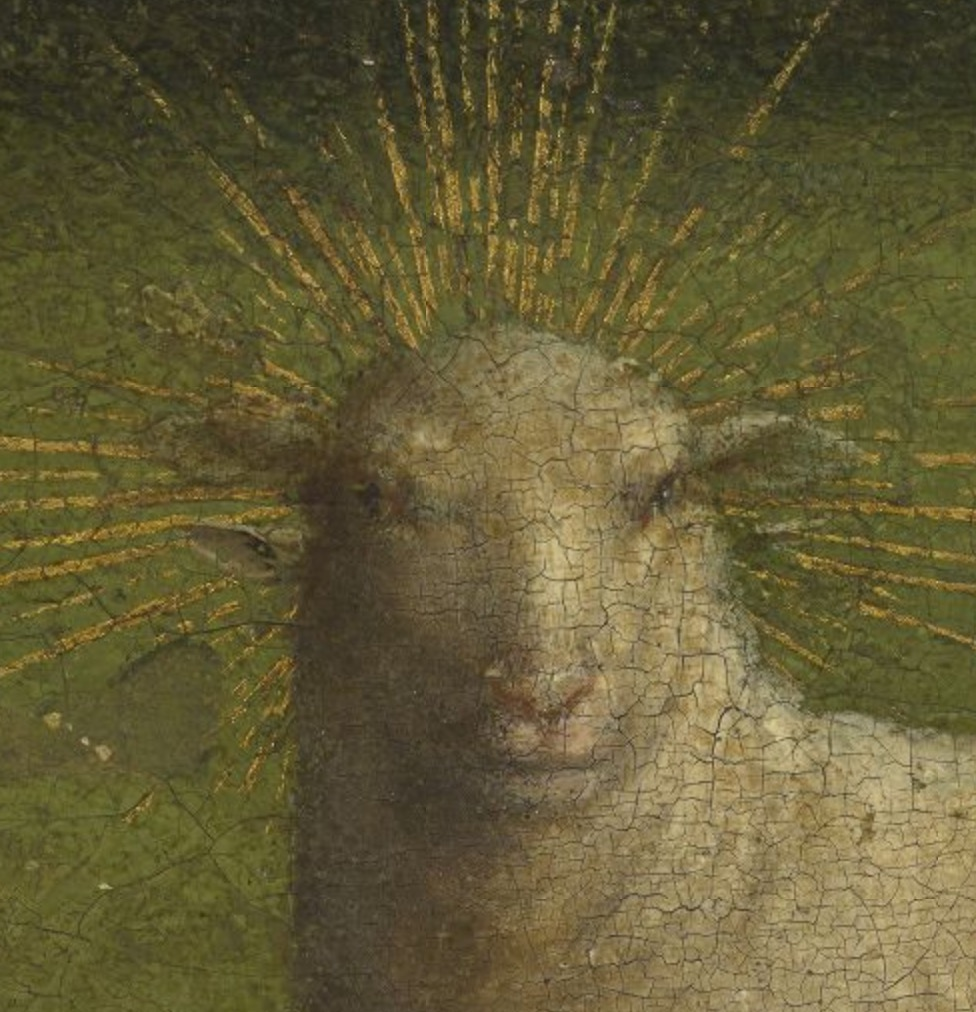
Avant restauration.
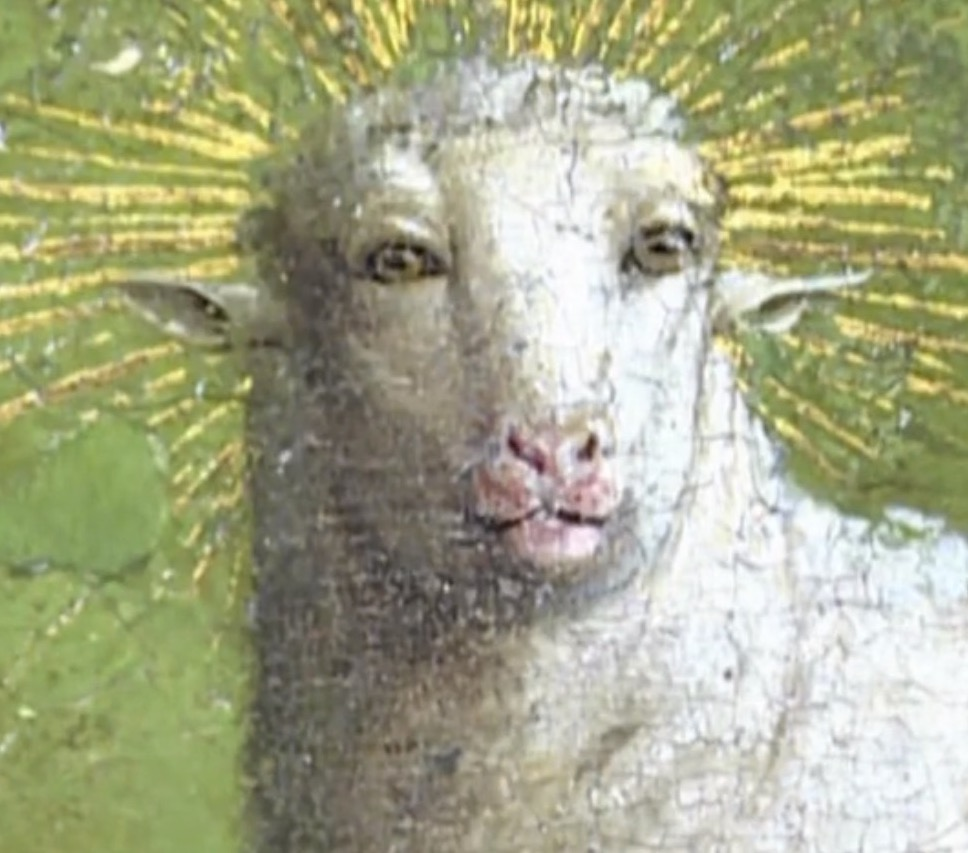
Après restauration.

Cette humanisation de l'agneau est plus conforme aux prescriptions du concile in Trullo demandant que le Christ soit représenté « sous son aspect humain » glorifié, et non par un symbole animal.

## Filmographie
Le retable apparaît dans le film Monuments Men sorti en 2014, qui évoque sa récupération par les Américains à la fin de la Seconde Guerre mondiale.
La Tentation du Réel, l'Agneau Mystique des frères Van Eyck de Jérôme Laffont et Joachim Thôme (2020) interroge le réalisme du retable en confrontant des spécialistes de la peinture à des détails magnifiés de l'Agneau Mystique.